# Liste der Baudenkmäler in Pilsting
Auf dieser Seite sind die Baudenkmäler in dem niederbayerischen Markt Pilsting zusammengestellt. Diese Tabelle ist eine Teilliste der Liste der Baudenkmäler in Bayern. Grundlage ist die Bayerische Denkmalliste, die auf Basis des Bayerischen Denkmalschutzgesetzes vom 1. Oktober 1973 erstmals erstellt wurde und seither durch das Bayerische Landesamt für Denkmalpflege geführt wird. Die folgenden Angaben ersetzen nicht die rechtsverbindliche Auskunft der Denkmalschutzbehörde.

## Baudenkmäler nach Ortsteilen

### Pilsting
| Lage                             | Objekt                                    | Beschreibung | Akten-Nr.     | Bild                  |
| -------------------------------- | ----------------------------------------- | --- | ------------- | --------------------- |
| Deggendorfer Straße 5 (Standort) | Bauernhaus                                | zweigeschossiger Flachsatteldachbau, Anfang 19. Jahrhundert | D-2-79-132-1  | Bauernhaus            |
| Klostergasse 17 (Standort)       | Wohnhaus                                  | zweigeschossiger Traufseitbau mit zierlichen spätklassizistischen Details, um 1840/50 | D-2-79-132-4  | Wohnhaus              |
| Landshuter Straße 6 (Standort)   | Wohnteil eines Bauernhofs                 | verputzter Blockbau mit Kniestock und Satteldach, im Kern zweite Hälfte 17. Jahrhundert | D-2-79-132-5  | BW                    |
| Marktplatz 3 (Standort)          | Ehemaliges Bauernhaus                     | zweigeschossiger Giebelbau mit gegliederter Fassade und Palmettenaufsätzen, zweite Hälfte 19. Jahrhundert | D-2-79-132-6  | Ehemaliges Bauernhaus |
| Marktplatz 6 (Standort)          | Katholische Pfarrkirche Mariä Himmelfahrt | ehemalige Wallfahrtskirche, spätgotische Staffelhallenkirche mit Westturm, zweite Hälfte 15. Jahrhundert, Westturm mit Vorhalle im Untergeschoss Ende 13. Jahrhundert, moderner Oratoriumsbau am Chor; mit Ausstattung | D-2-79-132-7  | weitere Bilder        |
| Marktplatz 6 b (Standort)        | Katholische Friedhofskapelle              | spätgotischer Saalbau mit Dachreiter und südseitig angebauter Ölbergkapelle, barocke Umgestaltung; mit Ausstattung | D-2-79-132-8  | weitere Bilder        |
| Marktplatz 7, 7 a (Standort)     | Gasthof                                   | Wohn- und Geschäftshaus, zweigeschossiger Walmdachbau mit Putzgliederung und angesetztem Südflügel, 18. Jahrhundert | D-2-79-132-9  | Gasthof               |
| Marktplatz 27 (Standort)         | Wohnhaus                                  | zweigeschossiger Satteldachbau mit Staffelgiebeln und Fassadengliederung, drittes Viertel 19. Jahrhundert | D-2-79-132-14 | Wohnhaus              |
| Marktplatz 36 (Standort)         | Gasthof                                   | zweigeschossiger Traufseitbau mit Staffelgiebeln und Stichbogenfenstern, drittes Viertel 19. Jahrhundert | D-2-79-132-15 | Gasthof               |
| Parnkofener Straße 3 (Standort)  | Wieskapelle                               | Zum gegeißelten Heiland, Saalbau mit eingezogenem Chor und Dachreiter, 1648, Umbau im 18. Jahrhundert | D-2-79-132-18 | Wieskapelle           |
| Pflegau 30 (Standort)            | Wohnhaus                                  | Satteldachbau mit Blockbau-Obergeschoss und verbrettertem Traufschrot, zweite Hälfte 17. Jahrhundert | D-2-79-132-19 | Wohnhaus              |

### Ganacker
| Lage                            | Objekt                               | Beschreibung | Akten-Nr.     | Bild                           |
| ------------------------------- | ------------------------------------ | --- | ------------- | ------------------------------ |
| Kirchstraße 3 (Standort)        | Bauernhaus eines Dreiseithofes       | Flachsatteldachbau mit Blockbau-Obergeschoss, Giebelschrot und zweiseitig umlaufendem Schrot, bezeichnet 1789 | D-2-79-132-22 | Bauernhaus eines Dreiseithofes |
| Landauer Straße 11 (Standort)   | Katholische Pfarrkirche St. Leonhard | spätgotische Staffelhallenkirche mit Westturm und Leonhardskette rings um die Kirche, 2. Hälfte 15. Jahrhundert, Sakristei 1679, Turmoberbau 1750; mit Ausstattung; Kirchhof mit Mauer, Portal und Heiligenhäuschen mit der Straße zugewandter Opferstock-Nische, wohl 18. Jahrhundert; Friedhofskapelle, erbaut nach Plan von Dominikus Magzin (Dominico Mazio), 1700/03. | D-2-79-132-20 | weitere Bilder                 |
| Landshuter Straße 7 (Standort)  | Bauernhaus                           | zweigeschossig mit mittelsteilem Dach, Hochlaube und zweiseitig umlaufendem Schrot, 18./19. Jahrhundert | D-2-79-132-27 | BW                             |
| Landshuter Straße 10 (Standort) | Heiligenfiguren                      | St. Sebastian und St. Florian, barock; an der Fassade des neu errichteten Nebengebäudes. | D-2-79-132-28 | BW                             |

### Gosselding
| Lage                    | Objekt                                | Beschreibung | Akten-Nr.     | Bild                                  |
| ----------------------- | ------------------------------------- | --- | ------------- | ------------------------------------- |
| Gosselding 8 (Standort) | Katholische Filialkirche St. Nikolaus | romanische Anlage mit Chorturm und vorgelagerter halbkreisförmiger Westvorhalle, 13./14. Jahrhundert, im 18. Jahrhundert barockisiert; mit Ausstattung | D-2-79-132-29 | Katholische Filialkirche St. Nikolaus |

### Großköllnbach
| Lage                            | Objekt                                | Beschreibung | Akten-Nr.     | Bild                                  |
| ------------------------------- | ------------------------------------- | --- | ------------- | ------------------------------------- |
| Bahnhofstraße 19 (Standort)     | Wohnhaus des Vierseithofes            | Satteldachbau mit verputztem Blockbau-Obergeschoss und Traufschrot, im Kern 17. Jahrhundert; Blockbaustadel mit Satteldach, Ende 18. Jahrhundert; Tormauer, 18./19. Jahrhundert | D-2-79-132-32 | weitere Bilder                        |
| Bahnhofstraße 21 (Standort)     | Wohnhaus des ehemaligen Vierseithofes | zweigeschossiger Satteldachbau mit Schweifgiebel und Traufschrot, Ende 18. Jahrhundert; Tormauer, wohl 19. Jahrhundert | D-2-79-132-33 | Wohnhaus des ehemaligen Vierseithofes |
| Klostergasse 14 (Standort)      | Einfirsthof                           | zweigeschossiger Satteldachbau, im Kern 18. Jahrhundert, Wohnteil 1928 aufgestockt, Stallstadel, bezeichnet A17M55 | D-2-79-132-63 | Einfirsthof                           |
| Scharrerstraße 1 (Standort)     | Wohnstallhaus                         | zweigeschossiger Satteldachbau mit Traufschrot, im Kern 18. Jahrhundert, 1850 umgebaut mit paarigen Maßwerkfenstern und Flachgiebel; Ständerriegel-Stadel, Ende 18. Jahrhundert | D-2-79-132-36 | Wohnstallhaus                         |
| Schulweg 1 (Standort)           | Ehemals Schloss                       | dann Bauernhaus, zweigeschossiger, nahezu quadratischer Walmdachbau, im Kern 16./17. Jahrhundert | D-2-79-132-37 | weitere Bilder                        |
| Schulweg 4 (Standort)           | Bauernhaus                            | zweigeschossiger Massivbau mit Satteldach und Tormauer, 18. /19. Jahrhundert; Stadel, Massivbau mit Satteldach, 19. Jahrhundert | D-2-79-132-38 | Bauernhaus                            |
| Sankt-Georgs-Platz 2 (Standort) | Katholische Pfarrkirche St. Georg     | neuromanische Saalkirche mit eingezogenem Chor und Ostturm, anstelle eines barocken Vorgängerbaus 1860 errichtet; mit Ausstattung und Epitaphien; Friedhofsmauer mit zahlreichen, hochragenden Grabstein-Giebeln des 19. Jahrhunderts, westlich Weinzierl`sche Grabstätte um 1870. | D-2-79-132-30 | weitere Bilder                        |
| Sankt-Georgs-Platz 3 (Standort) | Ehemals Mesner- und Schulhaus         | zweigeschossiger Walmdachbau, um 1785, Überformungen im 19. und 20. Jahrhundert | D-2-79-132-34 | Ehemals Mesner- und Schulhaus         |
| Sankt-Georgs-Platz 8 (Standort) | Ehemals Brauereigasthof               | zweigeschossiger Walmdachbau mit von Säulen flankiertem Portal, darüber Balkon mit Rokokogitter, wohl erstes Drittel 19. Jahrhundert | D-2-79-132-35 | Ehemals Brauereigasthof               |

### Harburg
| Lage                   | Objekt       | Beschreibung                                                                                               | Akten-Nr.     | Bild |
| ---------------------- | ------------ | --- | ------------- | ---- |
| Hauptstraße (Standort) | Altarretabel | um 1680, weitere Ausstattung, 18./19. Jahrhundert; in der 1998 neu erbauten katholische Hl.-Kreuz-Kapelle. | D-2-79-132-64 | BW   |

### Leonsberg
| Lage                    | Objekt                                     | Beschreibung | Akten-Nr.     | Bild           |
| ----------------------- | ------------------------------------------ | --- | ------------- | -------------- |
| In Leonsberg (Standort) | Katholische Filialkirche Mariä Himmelfahrt | ehemalige Schlosskapelle St. Pankratius, Saalbau mit Südturm, Anfang 16. Jahrhundert, Zeltdach 1841; mit Ausstattung; nördlich spätmittelalterlicher Turm der Burgruine Leonsberg mit Zwiebeldach baulich integriert                       | D-2-79-132-41 | weitere Bilder |
| Leonsberg 9 (Standort)  | Burgruine                                  | spätmittelalterliche Umfassungsmauern der ehemaligen Burg Leonsberg, westlich der Kirche, dort ehemals Burgturm integriert; zugehörige mehrteilige Kelleranlage, Tonnengewölbe aus Ziegelmauerwerk, mit Brunnen, wohl spätmittelalterlich. | D-2-79-132-42 | weitere Bilder |

### Mögling
| Lage                  | Objekt                              | Beschreibung                                                                                          | Akten-Nr.     | Bild                                |
| --------------------- | ----------------------------------- | --- | ------------- | ----------------------------------- |
| Mögling 3 (Standort)  | Toreinfahrt                         | gemauertes Taubenhaus, bezeichnet 1912                                                                | D-2-79-132-44 | Toreinfahrt                         |
| Mögling 5 (Standort)  | Taubenhaus                          | gemauert und bemalt, bezeichnet 1913.                                                                 | D-2-79-132-45 | Taubenhaus                          |
| Mögling 10 (Standort) | Katholische Filialkirche St. Markus | im Kern spätgotische einfache Anlage, barocker Umbau durch Benedikt Schöttl, um 1740; mit Ausstattung | D-2-79-132-43 | Katholische Filialkirche St. Markus |

### Oberdaching
| Lage                     | Objekt                                               | Beschreibung                                                                                        | Akten-Nr.     | Bild                                                 |
| ------------------------ | ---------------------------------------------------- | --------------------------------------------------------------------------------------------------- | ------------- | ---------------------------------------------------- |
| Oberdaching 7 (Standort) | Wohnstallhaus                                        | Flachsatteldachbau mit Blockbau-Obergeschoss, Giebelschrot und Traufschrot, 18. und 19. Jahrhundert | D-2-79-132-48 | BW                                                   |
| Oberdaching 9 (Standort) | Katholische Filialkirche St. Magdalena und Elisabeth | kleiner Saalbau mit nicht eingezogenem Chor und Dachreiter, wohl 17. Jahrhundert; mit Ausstattung   | D-2-79-132-47 | Katholische Filialkirche St. Magdalena und Elisabeth |

### Parnkofen
| Lage                                | Objekt                                             | Beschreibung | Akten-Nr.     | Bild           |
| ----------------------------------- | -------------------------------------------------- | --- | ------------- | -------------- |
| Sankt-Ottilien-Straße 18 (Standort) | Katholische Filialkirche St. Margareta und Ottilia | barocker Saalbau mit eingezogenem Chor, Neubau nach Plänen von Johann Georg Hirschstetter 1736, 1929 Langhauserweiterung und Errichtung von Turm und Sakristei; mit Ausstattung | D-2-79-132-51 | weitere Bilder |

### Peigen
| Lage                           | Objekt     | Beschreibung                                                                                              | Akten-Nr.     | Bild |
| ------------------------------ | ---------- | --- | ------------- | ---- |
| Harburger Straße 18 (Standort) | Bauernhaus | Flachsatteldachbau mit Blockbau-Obergeschoss, umlaufendem Schrot und Hochlaube, 2. Hälfte 18. Jahrhundert | D-2-79-132-54 | BW   |

### Petzenhausen
| Lage                      | Objekt      | Beschreibung                                        | Akten-Nr.     | Bild           |
| ------------------------- | ----------- | --------------------------------------------------- | ------------- | -------------- |
| Petzenhausen 1 (Standort) | Feldkapelle | mit Vorhalle, Ende 18. Jahrhundert; mit Ausstattung | D-2-79-132-55 | weitere Bilder |

### Trieching
| Lage                        | Objekt                                      | Beschreibung | Akten-Nr.     | Bild                                        |
| --------------------------- | ------------------------------------------- | --- | ------------- | ------------------------------------------- |
| Kapellenstraße 4 (Standort) | Katholische Filialkirche St. Peter und Paul | Saalbau mit Ostturm, das ehemals romanische Langhaus mit Apsis aus dem 12. Jahrhundert als Chor adaptiert, Langhaus-Neubau nach Plänen von Johann Georg Hirschstetter 1750/52; mit Ausstattung | D-2-79-132-56 | Katholische Filialkirche St. Peter und Paul |

### Waibling
| Lage                         | Objekt                               | Beschreibung | Akten-Nr.     | Bild                                 |
| ---------------------------- | ------------------------------------ | --- | ------------- | ------------------------------------ |
| Kapellenacker (Standort)     | Wegkapelle                           | neugotisch, um 1850.                                                                                                   | D-2-79-132-59 | Wegkapelle                           |
| Weinbergstraße 10 (Standort) | Katholische Filialkirche St. Stephan | Saalkirche mit eingezogenem Chor und Südturm, Turmunterbau 13./14. Jahrhundert, Kirchenneubau um 1720; mit Ausstattung | D-2-79-132-57 | Katholische Filialkirche St. Stephan |

### Wirnsing
| Lage                         | Objekt                                 | Beschreibung                                                                                                   | Akten-Nr.     | Bild                                   |
| ---------------------------- | -------------------------------------- | --- | ------------- | -------------------------------------- |
| Am Wirnsinger Weg (Standort) | Feldkapelle                            | mit Treppengiebel, bezeichnet 1891.                                                                            | D-2-79-132-62 | Feldkapelle                            |
| In Wirnsing (Standort)       | Katholische Filialkirche St. Dionysius | spätromanische Anlage mit Chorturm, 13. Jahrhundert, 1697 barockisiert; mit Ausstattung                        | D-2-79-132-60 | Katholische Filialkirche St. Dionysius |
| Wirnsing 9 (Standort)        | Bauernhaus                             | Flachsatteldachbau mit verputztem Blockbau-Obergeschoss, Trauf- und Giebelschrot, im Kern Ende 18. Jahrhundert | D-2-79-132-61 | BW                                     |

## Ehemalige Baudenkmäler
In diesem Abschnitt sind Objekte aufgeführt, die früher einmal in der Denkmalliste eingetragen waren, jetzt aber nicht mehr. Objekte, die in anderem Zusammenhang also z. B. als Teil eines Baudenkmals weiter eingetragen sind, sollen hier nicht aufgeführt werden. Aktennummern in diesem Abschnitt sind ehemalige, jetzt nicht mehr gültige Aktennummern.

| Lage                                  | Objekt   | Beschreibung                                                                              | Akten-Nr.     | Bild |
| ------------------------------------- | -------- | ----------------------------------------------------------------------------------------- | ------------- | ---- |
| Pilsting Neuhauserstraße 6 (Standort) | Wohnhaus | zweigeschossiger Traufseitbau mit Rundbogenfenstern und Gurtgesims, Mitte 19. Jahrhundert | D-2-79-132-17 | BW   |

## Abgegangene Baudenkmäler
In diesem Abschnitt sind Objekte aufgeführt, die früher einmal in der Denkmalliste eingetragen waren, jetzt aber nicht mehr existieren, z. B. weil sie abgebrochen wurden. Aktennummern in diesem Abschnitt sind ehemalige, jetzt nicht mehr gültige Aktennummern.

| Lage                                  | Objekt          | Beschreibung                                                               | Akten-Nr.     | Bild |
| ------------------------------------- | --------------- | -------------------------------------------------------------------------- | ------------- | ---- |
| Ganacker Landauer Straße 5 (Standort) | Wohnhaus        | zweigeschossiger Bau mit Halbwalmdach, 1. Hälfte 19. Jahrhundert           | D-2-79-132-25 | BW   |
| Mögling Mögling 7 (Standort)          | Kleinbauernhaus | zweigeschossiger Blockbau mit bemalten Schroten, 2. Hälfte 17. Jahrhundert | D-2-79-132-46 | BW   |